# Gambetići
Gambetići – wieś w Chorwacji, w żupanii istryjskiej, w gminie Višnjan. W 2011 roku liczyła 15 mieszkańców.